# NGC 6734
NGC 6734 (również PGC 62786) – galaktyka eliptyczna (E-S0), znajdująca się w gwiazdozbiorze Pawia. Odkrył ją John Herschel 8 czerwca 1836 roku.